# محطة ريحا
محطة ريحا عبارة عن تل به موقع أثري رقيق مهني من العصر الحجري الحديث يقع بين قريتي شعث وكنيس، على بعد 14 كيلومترًا (8.7 ميل) شمال غرب بعلبك في لبنان.
عُثِر على الموقع من قبل فرانك سكيلز ولور سكيلز في عام 1966، حيث قاما بجمع بعض أحجار الصوان التي نُقِلَت إلى جامعة القديس يوسف، متحف عصور ما قبل التاريخ اللبناني. تضمنت الاكتشافات النوى والرقائق الصغيرة التي اقتُرِحَت لتتناسب مع تصنيف عصر الرعاة الحجري الحديث.